# Три корака у празно
Три корака у празно (Између данас и сутра) је југословенски филм из 1958. године. Режирао га је Војислав Нановић који је написао и сценарио.

## Улоге
| Глумац               | Улога                             |
| -------------------- | --------------------------------- |
| Павле Вуисић         | Обрад - лађар (као Павле Вујисић) |
| Злата Перлић         | Ирма                              |
| Драган Лаковић       | Марко, морнар                     |
| Станко Буханац       | Жиле                              |
| Душан Крцун Ђорђевић | Крчмар (као Душан-Крцун Ђорђевић) |
| Анте Врбота          | Цица                              |
| Власта Антонијевић   | Пера Главоња                      |

Комплетна филмска екипа  ▼
| Редитељ              | Војислав Нановић   |         |
| Сценариста           | Војислав Нановић   | (писац) |
| Композитор           | Боривоје Симић     |         |
| Директор фотографије | Милорад Марковић   |         |
| Директор фотографије | Слободан Марковић  |         |
| Монтажер             | Миланка Нановић    |         |
| Сценограф            | Драгољуб Лазаревић |         |
| Одсек за шминку      | Савета Ковач       | шминкер |